# Guy De Poerck
Guy De Poerck (* 26. Mai 1910 in Brügge; † 22. November 1996 in Ixelles) war ein belgischer Romanist.

## Leben und Werk
Guy Marie Pierre De Poerck war Professor für Romanische Philologie an der Philosophischen Fakultät der Universität Gent und von 1947 bis 1948 ihr Dekan. Er gründete 1969 die Zeitschrift Travaux de linguistique, die bis heute erscheint (Stand 2013). 

## Schriften (Auswahl)
als Autor
- Essai sur la morphologie du verbe français (Série langue vivant; Bd. 15). Didier, Brüssel 1947.[1]
- La draperie médiévale en Flandre et en Artois. Technique et terminologie. De Tempel, Brügge 1951 (3 Bde.)

1. La technique.
2. Glossaire français.
3. Glossaire flamand.

- zusammen mit Louis Mourin: Introduction à la morphologie comparée des langues romanes. Basée sur des traductions anciennes des Actes des Apôtres, ch. XX à XXIV. De Tempel, Brügge 1961ff

Bd. 1: Ancien portugais et ancien castillan. 1961.
Bd. 4: Sursilvain et engadinois anciens et ladin dolomitique. 1962.
Bd. 6: Ancien roumain. 1964.
- L'Analyse prosodique. Prosodies et unités phonématiques. Rijksuniversiteit, Gent 1965.

als Herausgeber
- zusammen mit anderen: Etudes de philologie romane. Gent 1953, 1955, 1959 (Romanica  Gandensia)
- zusammen mit Rika Van Deyck und Romana Zwaenepoel: Le Charroi de Nîmes. Chanson de geste. Concordances (Textes et traitement automatique). Éditions Mallier, Saint-Aquilin-de-Pacy 1970 (2 Bde.)
- Travaux de linguistique. Revue internationale de linguistique française, Bd. 1 (1969) ff. ISSN 0082-6049.